# جبر محاسباتی

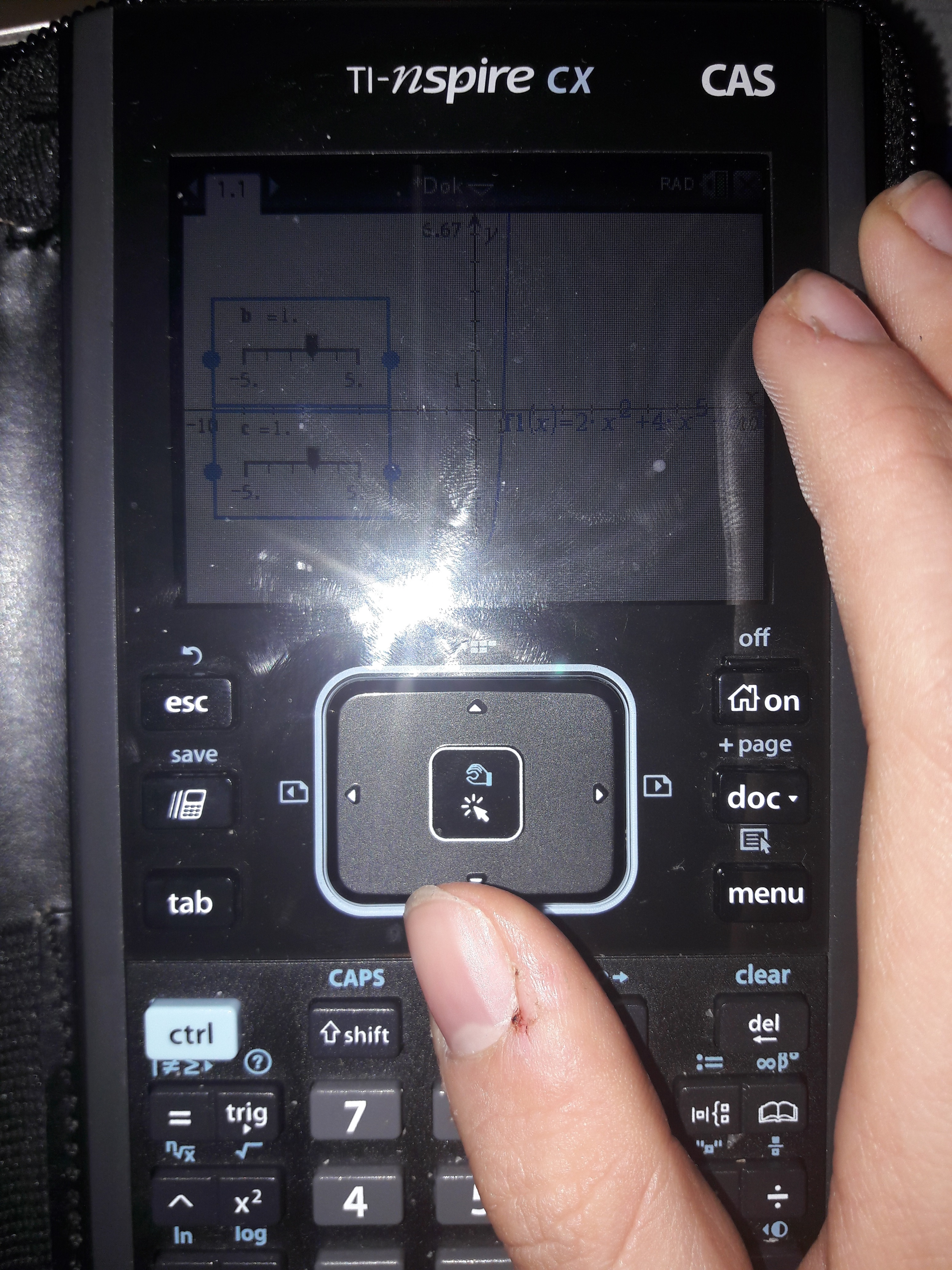
الگوريتم محاسبه در یک ماشین حساب مهندسی

جبر محاسباتی شاخه‌ای از علوم کامپیوتر و ریاضیات است که به مطالعه الگوریتم‌های جبری با زبان جبر می‌پردازد. برخی از مسائل جبر محض از مطالعه جبر محاسباتی حاصل گشته‌اند. طی بیست سال گذشته بسیاری از شاخه‌های جبر (و نه همه آن) حاوی نظریه‌های غنی الگوریتمی گشته‌اند، یعنی می‌توان الگوریتم‌های قوی برای پاسخ به سوالاتی که در ساختارهای جبری هستند بدست آورد.